# لي مين سونغ
لي مين سونغ مواليد 23 يونيو 1973 في غيونغي، كوريا الجنوبية، هو لاعب كرة قدم كوري جنوبي دولي سابق كان يلعب كمدافع. سبق له أن لعب في كأس العالم لكرة القدم مع منتخب بلاده.

## المسيرة الاحترافية

### أندية لعب لها
- نادي بوسان أي بارك
- بوهانغ ستيلرز
- نادي سول

## روابط خارجية
- لي مين سونغ على موقع الاتحاد الدولي (مؤرشف)  (الإنجليزية)
- لي مين سونغ على موقع دوري كوريا الجنوبية (الإنجليزية)
- لي مين سونغ على موقع قاعدة بيانات كرة القدم.إي يو (الإنجليزية)
- لي مين سونغ على موقع ناشيونال فوتبول تيمز (الإنجليزية)
- لي مين سونغ على موقع Soccerway.com (الإنجليزية)